# Fudbalski Klub Leotar
La Fudbalski Klub Leotar, o, più semplicemente, Leotar (in serbo Леотар), è una società calcistica bosniaca con sede nella città di Trebigne. Oggi milita nella prima divisione del campionato di calcio del proprio paese.

## Stadio
Il Leotar disputa i suoi incontri casalinghi nello Stadion Police di Trebinje. Lo stadio è stato completamente rinnovato nel 2003 prima delle partite di qualificazione per la Champions League. L'impianto ha aumentato la sua capacità a 8.550 posti a sedere.

## Competizioni internazionali
- 1Q = Primo turno preliminare
- 2Q = Secondo turno preliminare

| Stagione  | Competizione     | Turno | Stato                  | Club         | Risultati |
| --------- | ---------------- | ----- | ---------------------- | ------------ | --------- |
| 2003-2004 | Champions League | 1Q    | Lussemburgo (bandiera) | Grevenmacher | 0-0, 2-0  |
|           |                  | 2Q    | Rep. Ceca (bandiera)   | Slavia Praga | 1-2, 0-2  |

## Rosa 2012-2013
| N. |                                 | Ruolo | Calciatore            |
| -- | ------------------------------- | ----- | --------------------- |
| 1  | Serbia (bandiera)               | P     | Boško Milenković      |
| 2  | Bosnia ed Erzegovina (bandiera) | A     | Milorad Cimirot       |
| 4  | Bosnia ed Erzegovina (bandiera) | C     | Srđan Andrić          |
| 5  | Bosnia ed Erzegovina (bandiera) | D     | Dejan Popović         |
| 6  | Bosnia ed Erzegovina (bandiera) | D     | Zdravko Šaraba        |
| 7  | Bosnia ed Erzegovina (bandiera) | D     | Vladimir Todorović    |
| 8  | Serbia (bandiera)               | C     | Jovan Radivoljević    |
| 10 | Serbia (bandiera)               | C     | Njegoš Goločevac      |
| 11 | Serbia (bandiera)               | C     | Dejan Janković        |
| 12 | Bosnia ed Erzegovina (bandiera) | P     | Mladen Kukrika        |
| 13 | Serbia (bandiera)               | C     | Pavle Sušić           |
| 14 | Bosnia ed Erzegovina (bandiera) | D     | Aleksandar Vasiljević |
| 15 | Bosnia ed Erzegovina (bandiera) | C     | Marko Mihojević       |
| 16 | Bosnia ed Erzegovina (bandiera) | P     | Vasilije Kolak        |

| N. |                                 | Ruolo | Calciatore         |
| -- | ------------------------------- | ----- | ------------------ |
| 17 | Bosnia ed Erzegovina (bandiera) | C     | Đoko Milović       |
| 18 | Serbia (bandiera)               | D     | Borko Novaković    |
| 19 | Serbia (bandiera)               | A     | Borivoje Filipović |
| 20 | Bosnia ed Erzegovina (bandiera) | C     | Gojko Cimrot       |
| 21 | Bosnia ed Erzegovina (bandiera) | D     | Dejan Ponjević     |
| 22 | Serbia (bandiera)               | C     | Ivan Marinković    |
| -  | Bosnia ed Erzegovina (bandiera) | D     | Mirko Koprivica    |
| -  | Serbia (bandiera)               | D     | Nenad Nestić       |
| -  | Serbia (bandiera)               | C     | Dejan Janković     |
| -  | Bosnia ed Erzegovina (bandiera) | C     | Nadjo Tosovac      |
| -  | Bosnia ed Erzegovina (bandiera) | C     | Stefan Čorović     |
| -  | Serbia (bandiera)               | C     | Bojan Đorđić       |
| -  | Bosnia ed Erzegovina (bandiera) | C     | Ljubiša Pecelj     |

## Palmarès

### Competizioni nazionali
- Campionato bosniaco: 1

2002-2003
- Prva liga Republike Srpske: 1

2001-2002
- Kup Republike Srpske: 2

2001-2002, 2003-2004

### Altri piazzamenti
- 2. Savezna liga:

Terzo posto: 1985-1986 (girone ovest)
- Coppa di Bosnia:

Finalista: 2002-2003
Semifinalista: 2001-2002
- Prva liga Republike Srpske:

Terzo posto: 2014-2015